# Geraldo Werninghaus
Geraldo Werninghaus (Rio do Sul, 26 de novembro de 1932 – Corupá, 9 de fevereiro de 1999) foi um empresário e político brasileiro.
Em 1961 foi um dos fundadores da WEG S.A. em Jaraguá do Sul, juntamente com Werner Ricardo Voigt e Eggon João da Silva.
Foi deputado à Assembleia Legislativa de Santa Catarina na 13ª legislatura (1995 — 1999).
Morreu em 9 de fevereiro de 1999 aos 66 anos de um acidente automobilístico em Corupá/SC, foi sepultado em Jaraguá do Sul. 